# Каарен, Сюзанн
Сюзанн Каарен (англ. Suzanne Kaaren; 21 марта 1912, Бруклин, Нью-Йорк — 27 августа 2004, Энглвуд, Нью-Джерси) — американская киноактриса и танцовщица, менее известна как актриса театра, водевилей и певица.

## Биография

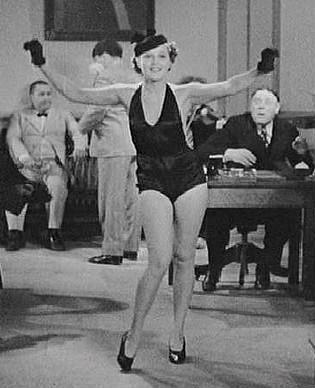
Ноги актрисы были застрахованы (в рекламных целях) на миллион долларов

Сюзанн Каарен родилась 21 марта 1912 года в Бруклине (Нью-Йорк). Окончила старшую школу Эразма Холла, после — Хантерский колледж. Показывала отличные результаты в спортивной дисциплине «прыжки в высоту», была даже кандидаткой на участие в Олимпийских играх, но этому воспротивились её родители. Начала играть в театрах, в водевилях, работала моделью. Была участницей танцевального коллектива The Rockettes, а также одной из «Девушек Зигфелда». 27 декабря 1932 года участвовала в торжественной церемонии открытия театрально-концертного зала «Радио-сити-мьюзик-холл» в качестве танцовщицы. В сентябре 1933 года заключила контракт с киностудией 20th Century Studios и начала сниматься в кино. Экзотическая красавица играла преимущественно в фильмах категории B, регулярно появлялась с трио «Три балбеса». Её кинокарьера продолжалась недолго: всего одиннадцать лет, за которые она появилась в 43 кинофильмах (в 21 из них она не была указана в титрах, 8 из них были короткометражными). В 1984 году Каарен также появилась в эпизодической роли без указания в титрах в картине «Клуб „Коттон“». После 20th Century Studios работала на киностудии Monogram Pictures, Republic Pictures, RKO Pictures и Metro-Goldwyn-Mayer.
С 1943 по 1984 год жила в городе Солсбери (штат Северная Каролина), после переехала на Манхэттен. В конце 1980-х годов владельцем дома, в котором располагалась её квартира, стал миллиардер Дональд Трамп, который пригрозил выселить всех арендаторов и снести здание, чтобы построить что-нибудь более прибыльное. «Он хочет скупить весь Нью-Йорк… Этот человек — жадный неряха», сказала пожилая актриса. После ряда судебных исков, в 1998 году Каарен была выселена из своей квартиры, получив компенсацию 750 000 долларов (ок. 1,267 млн долларов в ценах 2022 года).
Сюзанн Каарен скончалась 27 августа 2004 года в актёрском доме «Лиллиан Бут» в городе Энглвуд (штат Нью-Джерси) от пневмонии, актрисе было 92 года.
Личная жизнь
13 июня 1943 года Каарен вышла замуж за актёра театра и кино Сидни Блэкмера (он был старше невесты на 17 лет). Брак продолжался три десятилетия до самой смерти мужа 6 октября 1973 года. От брака остались двое сыновей: Брюстер и Джонатан. Семья жила в историческом «доме Фултона-Мока-Блэкмера» в городе Солсбери в штате Северная Каролина (построен в 1820 году, признан достопримечательностью в 1975 году).

## Избранная фильмография

### В титрах указана
- 1934 — Пей до дна[англ.] / Bottoms Up — секретарша
- 1937 — Ритм в облаках[англ.] / Rhythm in the Clouds — Дороти Дэй
- 1940 — Дьявольская летучая мышь / The Devil Bat — Мэри Хит

### В титрах не указана
- 1935 — Большое радиовещание в 1936 году[англ.] / The Big Broadcast of 1936 — девушка в неглиже
- 1936 — Великий Зигфелд / The Great Ziegfeld — Рут Блэр
- 1936 — Беспорядок в суде[англ.] / Disorder in the Court — Гейл Темпест, танцовщица
- 1936 — Жёны никогда не знают[англ.] / Wives Never Know — мисс Флинтон
- 1937 — Ангел / Angel — девушка, играющая в азартные игры
- 1938 — Возлюбленные[англ.] / Sweethearts — девушка в вестибюле
- 1938 — Торговля ветрами[англ.] / Trade Winds — русская девушка
- 1939 — Восторг идиота / Idiot's Delight — медсестра
- 1939 — Роза Мексикали[англ.] / Mexicali Rose — секретарша
- 1939 — Чудеса на продажу / Miracles for Sale — помощница фокусника
- 1939 — Женщины / The Women — принцесса Мара
- 1940 — Город случайностей[англ.] / City of Chance — миссис Уильямс
- 1940 — Призрак возвращается домой[англ.] / The Ghost Comes Home — цветочница из ночного клуба
- 1942 — Я женился на ангеле[англ.] / I Married an Angel — Симона
- 1944 — Выдача нормированной провизии[англ.] / Rationing — девушка, дающая информацию
- 1984 — Клуб «Коттон» / The Cotton Club — «герцогиня Парк-авеню»

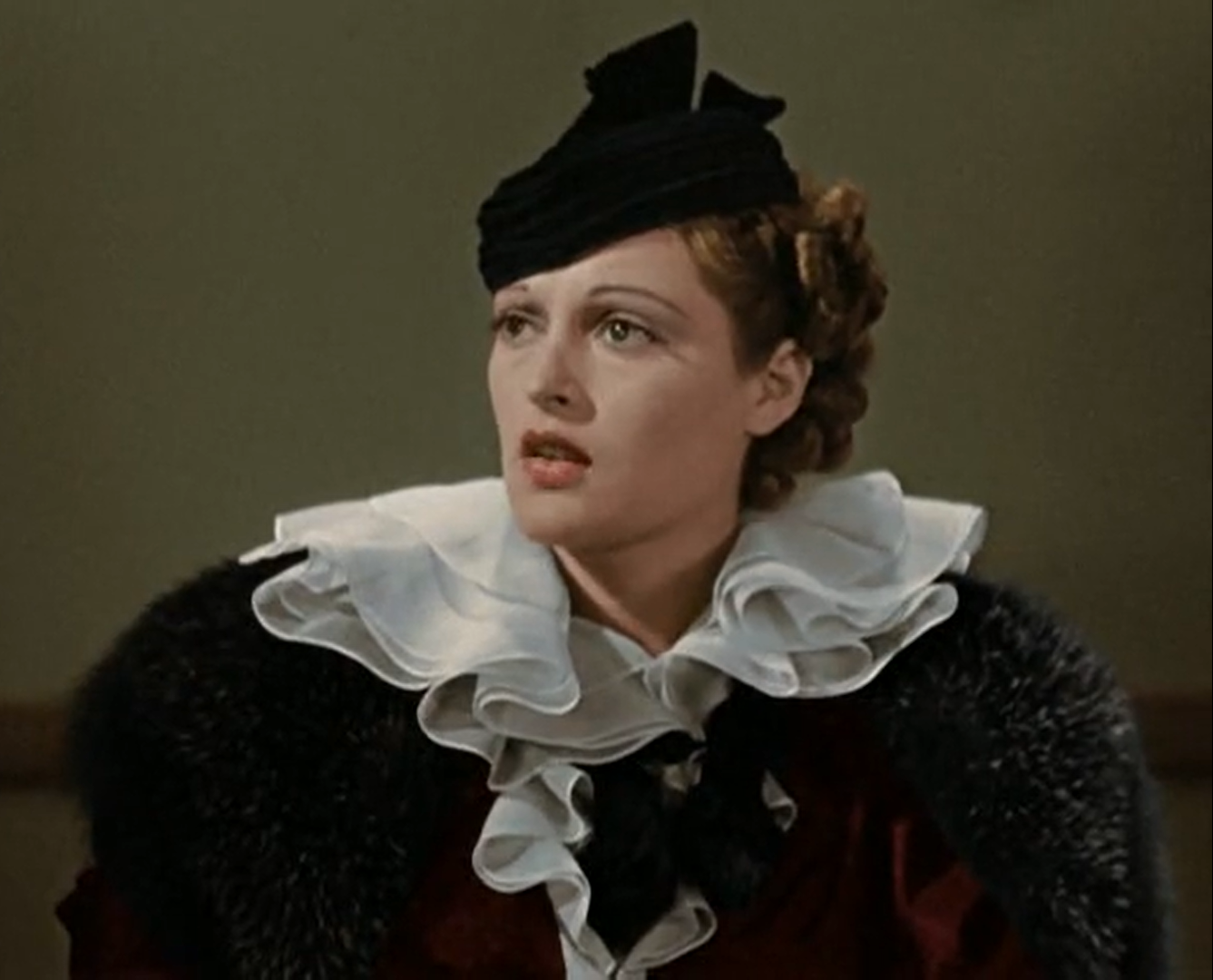
В фильме «Беспорядок в суде[англ.]» (1936)
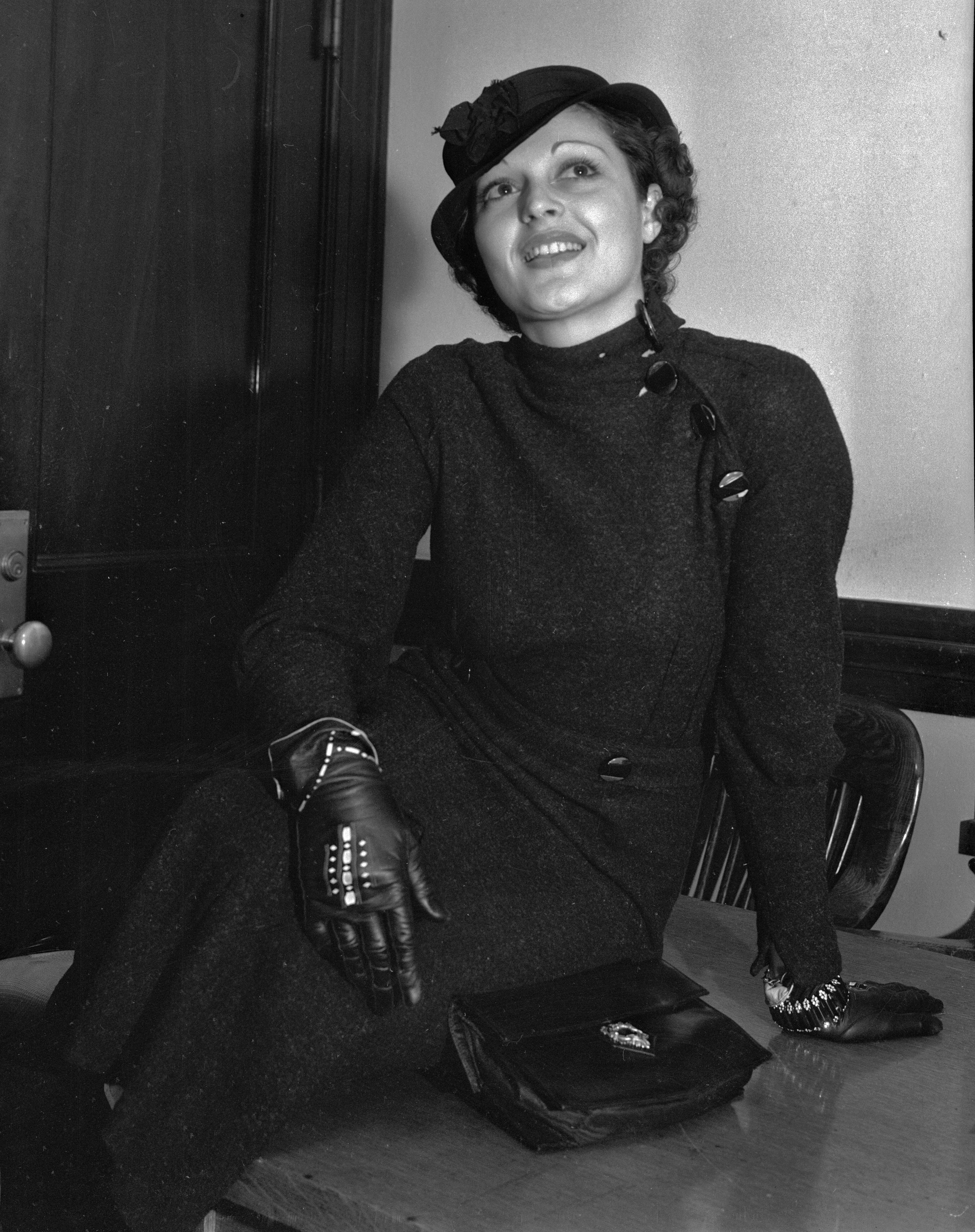
Фото 1937 года
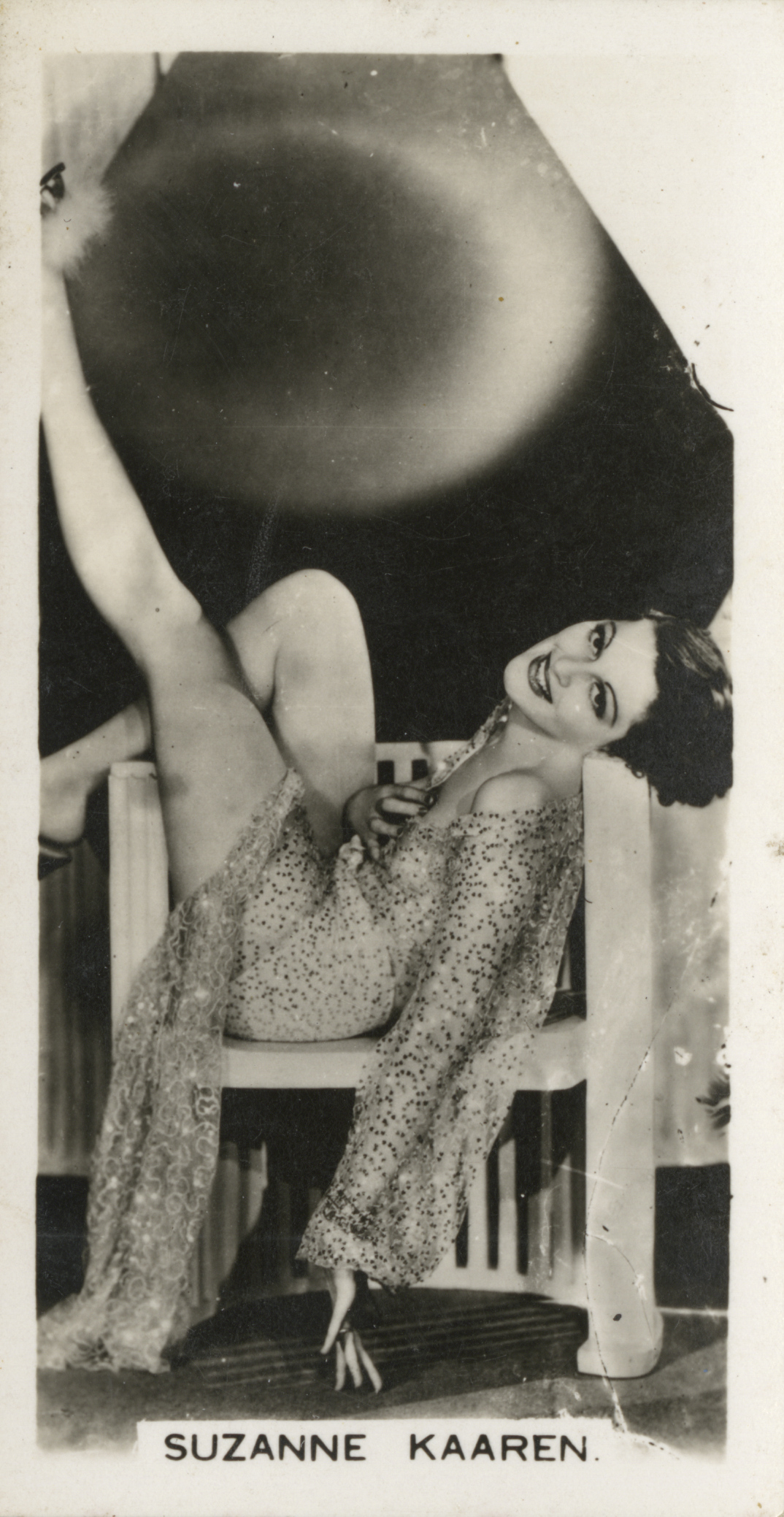
Фото 1930-х годов
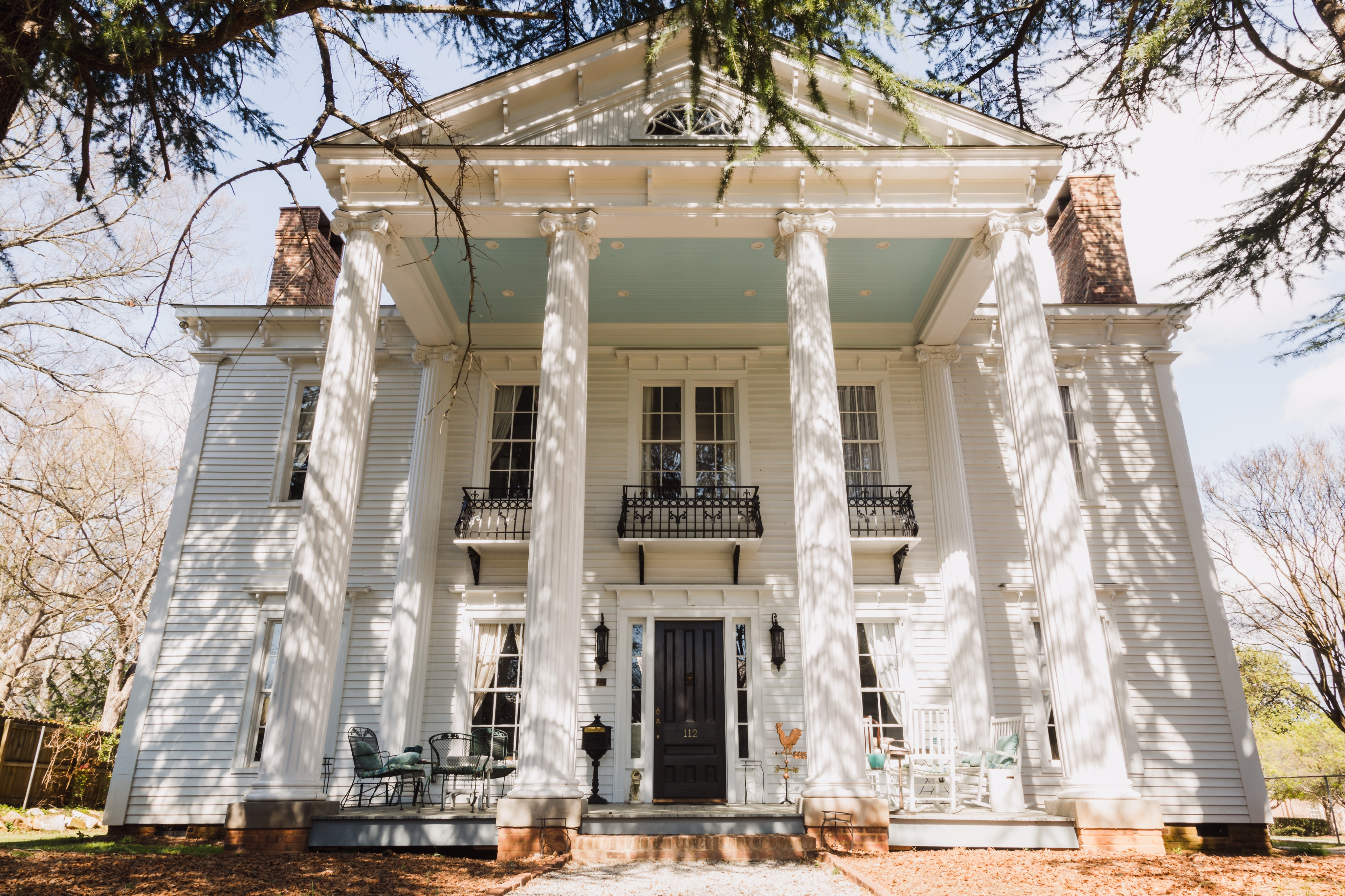
Дом, в котором Каарен жила с 1943 по 1984 год